# Pierre Cossette
Pierre Maurice Joseph Cossette (Valleyfield, Quebec, 15 de dezembro de 1923 - Montreal, 11 de setembro de 2009) foi um produtor executivo de televisão e teatro que levou o Grammy Award para a televisão.

## Biografia
Cossette nasceu no Canadá e passou a maior parte de sua infância no sul da Califórnia. Durante a Segunda Guerra Mundial serviu no Exército dos Estados Unidos e combateu na Alemanha. Depois de completar o serviço militar, frequentou a Universidade do Sul da Califórnia, onde estudou jornalismo. Após graduar-se em 1949, trabalhou em Las Vegas como um empresário de artista e produtor de show. Ele foi, entre outros, agente pessoal de Dick Shawn e Buddy Hackett e o descobridor de Ann-Margret, também produziu shows de Andy Williams e Sammy Davis, Jr..
Em 1962 ele produziu sua primeira peça da Broadway, The Egg. Em 1990, produziu quatro musicais e recebeu duas indicações para o Tony Award de 1999.
Em 1971, Cossette adquiriu os direitos televisivos do Grammy Awards, que já era concedido anualmente desde 1959, e produziu o show durante 35 anos. A trigésima edição do Grammy Awards recebeu uma nomeação para um Emmy.
Cossette morreu em um hospital em Montreal por insuficiência cardíaca. Ele tinha 85 anos, era casado e pai de dois filhos.

## Prêmios
- 1988: Emmy- nomeação por The 30th Annual Grammy Awards
- 1991: Tony Award por The Will Rogers Follies
- 1991: Drama Desk Award por The Will Rogers Follies
- 1998: Tony Award- nomeação por The Scarlet Pimpernel
- 1999: Tony Award- nomeação por The Civil War
- 2005: Estrela na Calçada da Fama de Hollywood, 6233 Hollywood Boulevard
- 2005: Estrela na Calçada da Fama do Canadá[4]